# 瓦尔东布
瓦尔东布，是匈牙利托尔瑙州所辖的一个村，总面积9.55平方公里，总人口1194，人口密度125.0人/平方公里（2010年1月1日）。